# ديفيد كيربي (شاعر)
ديفيد كيربي (بالإنجليزية: David Kirby)‏ هو شاعر أمريكي، ولد في 29 نوفمبر 1944 في باتون روج في الولايات المتحدة.